# Aram Shah
 (mai 2025).
La mise en forme du texte ne suit pas les recommandations de Wikipédia : il faut le « wikifier ».
Les points d'amélioration suivants sont les cas les plus fréquents :
- Les titres sont pré-formatés par le logiciel. Ils ne sont ni en capitales, ni en gras.
- Le texte ne doit pas être écrit en capitales (les noms de famille non plus), ni en gras, ni en italique, ni en « petit »…
- Le gras n'est utilisé que pour surligner le titre de l'article dans l'introduction, une seule fois.
- L'italique est rarement utilisé : mots en langue étrangère, titres d'œuvres, noms de bateaux, etc.
- Les citations ne sont pas en italique mais en corps de texte normal. Elles sont entourées par des guillemets français : « et ».
- Les listes à puces sont à éviter, des paragraphes rédigés étant largement préférés. Les tableaux sont à réserver à la présentation de données structurées (résultats, etc.).
- Les appels de note de bas de page (petits chiffres en exposant, introduits par l'outil «  Source ») sont à placer entre la fin de phrase et le point final[comme ça].
- Les liens internes (vers d'autres articles de Wikipédia) sont à choisir avec parcimonie. Créez des liens vers des articles approfondissant le sujet. Les termes génériques sans rapport avec le sujet sont à éviter, ainsi que les répétitions de liens vers un même terme.
- Les liens externes sont à placer uniquement dans une section « Liens externes », à la fin de l'article. Ces liens sont à choisir avec parcimonie suivant les règles définies. Si un lien sert de source à l'article, son insertion dans le texte est à faire par les notes de bas de page.
- La présentation des références doit suivre les conventions bibliographiques. Il est recommandé d'utiliser les modèles {{Ouvrage}}, {{Chapitre}}, {{Article}}, {{Lien web}} et/ou {{Bibliographie}}. Le mode d'édition visuel peut mettre en forme automatiquement les références.
- Insérer une infobox (cadre d'informations à droite) n'est pas obligatoire pour parachever la mise en page.

Pour une aide détaillée, merci de consulter Aide:Wikification.
Si vous pensez que ces points ont été résolus, vous pouvez retirer ce bandeau et améliorer la mise en forme d'un autre article.
Aram Shah était le deuxième sultan de la dynastie d'esclaves qui dirigea le sultanat de Delhi au 13e siècle et ne régna qu'environ un an.

## Biographie
Il existe une confusion généralisée sur la vie et la position d'Aram Shah à la cour : certains le considèrent comme le fils, d'autres comme le frère de Qutb-ud-Din Aibak (r. 1206-1210). Minhaj-i-Seraij, le chroniqueur le plus important du XIIIe siècle, affirme cependant clairement qu'Aibak n'avait que trois filles, et seul Abu 'l-Fazl, environ trois cents ans plus tard, fait de lui le frère d'Aibak. Les chercheurs modernes nient généralement toute relation entre lui et Aibak.
Après la mort de Qutb-ud-Din Aibak, les nobles de l'empire l'élirent comme successeur à Lahore en 1210, mais il se révéla faible ; Shams-ud-din Iltutmish, alors gouverneur de Badaun, marcha sur Delhi à la tête d'une armée, où il vainquit Aram Shah en 1211. Le sort ultérieur d'Aram Shah reste incertain.

## Sources
- Peter Jackson, The Delhi Sultanate: a political and military history, Cambridge University Press, coll. « Cambridge studies in Islamic civilization », 2000 (ISBN 978-0-521-54329-3 et 978-0-521-40477-8)
- André Wink: Al-Hind: The Making of the Indo-Islamic World, Vol. II – The Slave Kings and the Islamic Conquest 11th-13th centuries. Brill, Leiden 2002,  (ISBN 978-0-391-04173-8).